# はやぶさ (ミサイル艇)
はやぶさ（ローマ字：JS Hayabusa, PG-824）は、海上自衛隊のミサイル艇。はやぶさ型ミサイル艇の1番艇。艇名はハヤブサに由来する。隼型水雷艇「隼」、鴻型水雷艇「隼」、はやぶさ型駆潜艇「はやぶさ」に次いで日本の艦艇としては4代目である。
本記事は、本艇の艦暦について主に取り扱っているため、性能や装備等の概要についてははやぶさ型ミサイル艇を参照されたい。

## 艦歴
「はやぶさ」は、平成11年度計画ミサイル艇824号艇として、三菱重工業下関造船所で2000年11月9日に起工され、2001年6月13日に進水、2001年10月13日に出動公試開始、2002年3月25日に就役し、同日付で舞鶴地方隊舞鶴警備隊隷下に新編された第2ミサイル艇隊に「わかたか」とともに編入された。
2013年5月21日、若狭湾でミサイル艇隊合同訓練に参加。
同年12月18日と12月21日、舞鶴港内と若狭湾北方海域で日露捜索救難訓練に参加。
2020年8月5日11時頃、上対馬の北東約90ｋｍの海域を南西進するロシア海軍ウダロイⅠ級駆逐艦2隻及びボリス･チリキン級補給艦1隻の合計3隻を確認し、その後、これらの艦艇が対馬海峡を南西進し、東シナ海へ向けて航行したことを確認するまでの間、ミサイル艇「しらたか」及び第4航空群所属P-1哨戒機と共同して警戒監視・情報収集を行った。
同年8月9日、島根原子力発電所避難訓練に参加。新型コロナウイルス感染対策も盛り込み、避難者役の県、米子市、南部町の職員ら7人を、鳥取港まで避難させた。
2021年9月24日、若狭湾においてSH-60K、水中処分母船YDT-01とともに海上保安庁と不審船対処に係る共同訓練を実施した。海上保安庁からは巡視船「だいせん」、巡視船「あさま」、巡視艇「あまかぜ」、回転翼機が参加し、重要施設等に向かう不審船への対処を想定し、情報共有訓練、共同追跡・監視訓練、停船措置訓練等を実施。
2022年3月、低視認性塗装（ロービジビリティー Low-visibility 略してロービジとも）へ塗装変更。その内容としては、煙突頂部の汚れを目立たなくするための黒帯の廃止、艦番号及び艦名の灰色化かつ無影化、艦橋上の対空表示（航空機に対し艦番号下2桁を表示するための塗装）の消去。
同年4月3日10時頃、海上自衛隊は対馬の北東約320kmの海域において、同海域を南下する中国海軍ルーヤンⅢ級ミサイル駆逐艦1隻及びジャンカイⅡ級フリゲート1隻を確認した。その後、これらの艦艇が対馬海峡を南西進し、東シナ海へ向けて航行したことを確認するまでの間、多用途支援艦「あまくさ」、掃海艇「うくしま」及び第4航空群所属P-1哨戒機などと共に、情報収集・警戒監視を行った。なお、当該艦艇は、同年3月28日に五島列島西方海域で確認され、その後、対馬海峡を北東進したしたことを、ミサイル艇「おおたか」、掃海艇「ひらしま」及び第1航空群所属P-1哨戒機などが確認したものと同一であった。
同年6月13日正午頃、海上自衛隊は福江島の西約200kmの海域において、同海域を東進する中国海軍レンハイ級ミサイル駆逐艦1隻、ルーヤンⅢ級ミサイル駆逐艦1隻及びフチ級補給艦1隻の計3隻を確認した。これらの艦艇が対馬海峡を北東進し、日本海へ向けて航行したことを確認するまでの間、多用途支援艦「あまくさ」、ミサイル艇「しらたか」及び第4航空群所属P-1哨戒機などと共に、情報収集・警戒監視を行った。
2024年1月2日以降、令和6年能登半島地震に対し災害派遣。珠洲市の飯田港へ救援物資を輸送した。
2025年6月10日、若狭湾において、舞鶴地方総監部、護衛艦「せとぎり」とともに海上保安庁と共同訓練を実施した。海保からは第八管区海上保安本部、巡視船「ほたか」、「だいせん」、固定翼機（MA728）が参加し、情報共有訓練、護衛艦と巡視船の運動要領等に関する訓練を実施した。

## ギャラリー
| 海上保安庁との不審船対処に係る共同訓練（写真撮影陣形） |  | 中央が「はやぶさ」（写真撮影陣形） |
| 海上保安庁との不審船対処に係る共同訓練（写真撮影陣形） |  | 中央が「はやぶさ」（写真撮影陣形） |

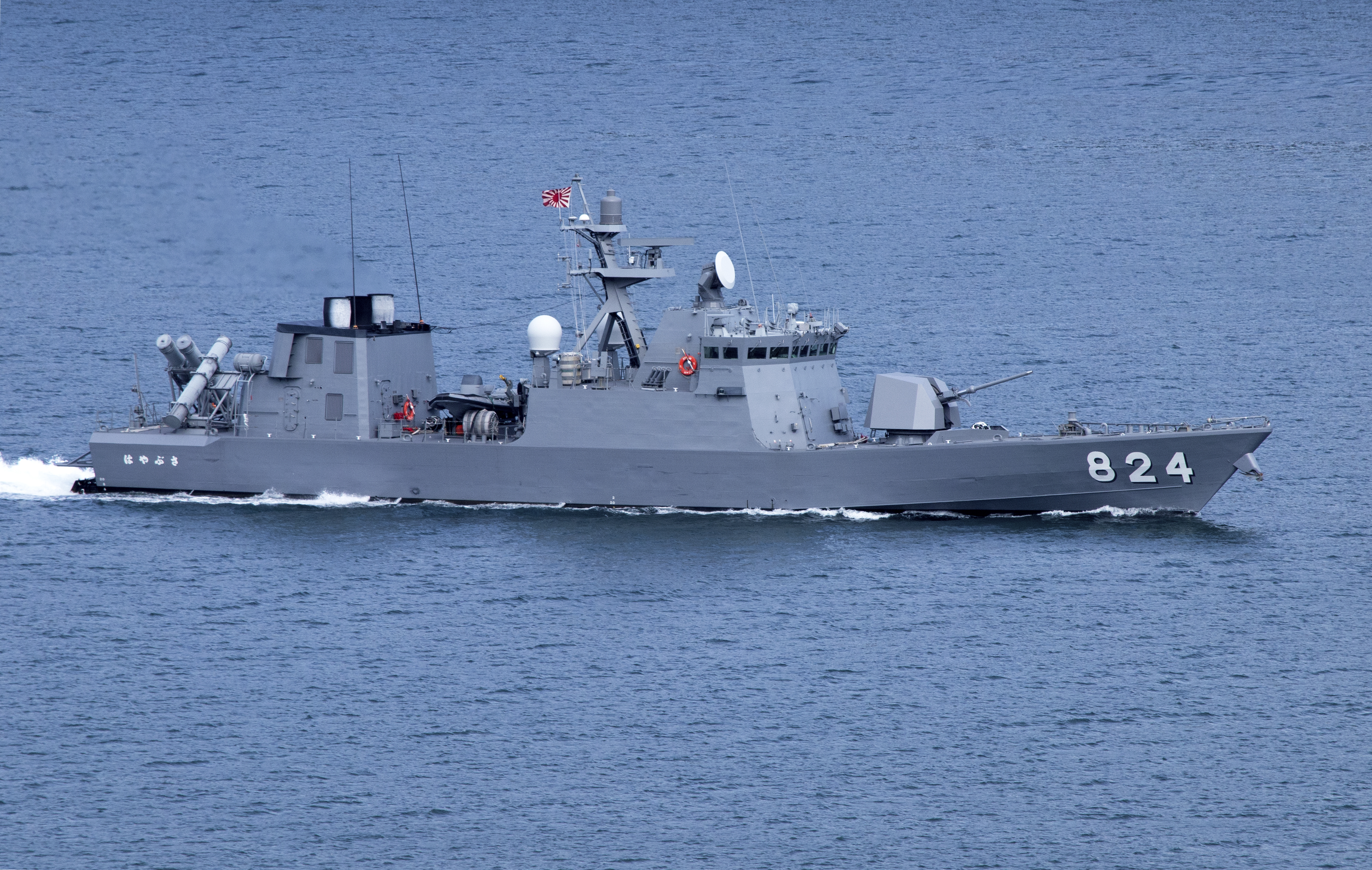
従来塗装の「はやぶさ」
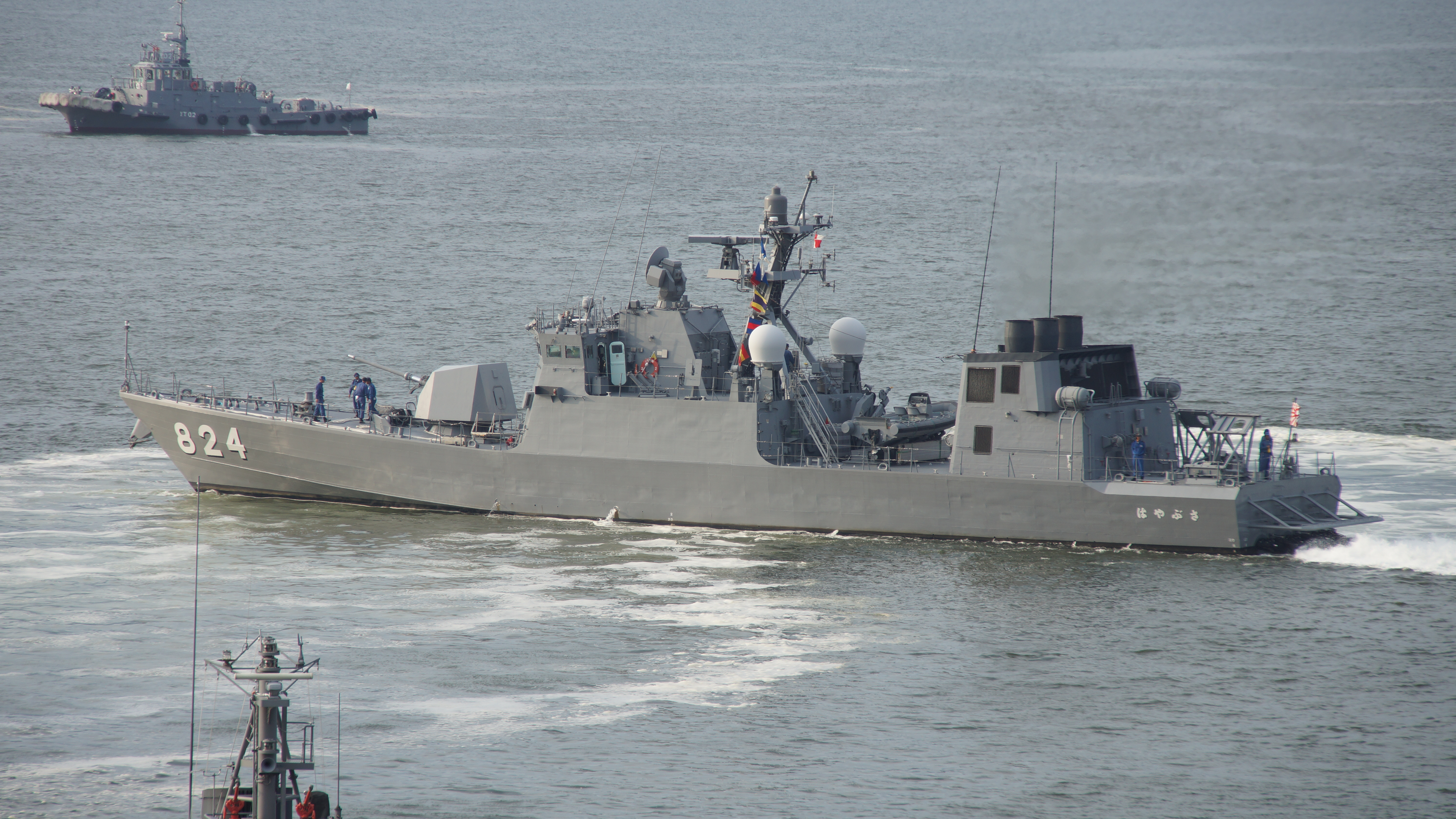
出港時に、逆噴射を使ってその場回頭をする「はやぶさ」
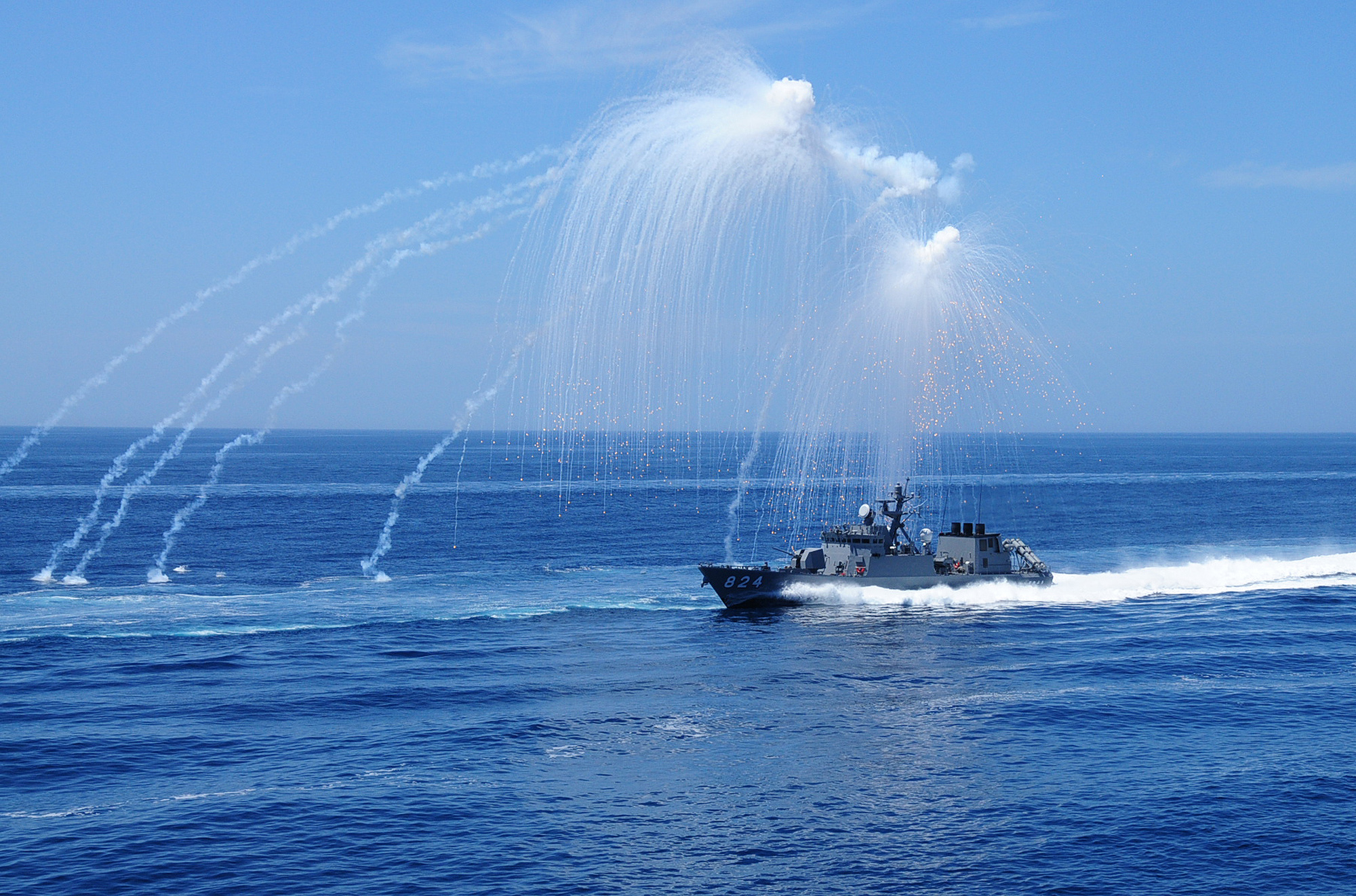
展示訓練で、IRデコイを発射しながら高速航行する「はやぶさ」